# Matsumoto
Matsumoto (松本市?, Matsumoto-shi) è una città giapponese della prefettura di Nagano.

## Turismo
La città è sede del castello di Matsumoto, uno dei pochi castelli monumentali del Giappone, insieme al castello di Himeji e al castello di Kumamoto. Il castello è anche soprannominato "castello del Corvo", a causa delle sue mura nere e delle sue ampie tettoie che sembrano ali.

## Amministrazione

### Gemellaggi
- Fujisawa, dal 1961
- Himeji, dal 1966
- Takayama, dal 1971
- Salt Lake City, dal 1958
- Grindelwald, dal 1972
- Katmandu, dal 1989
- Langfang, dal 1995

## Sport
È sede della squadra calcistica del Matsumoto Yamaga Football Club.